# Терзијски мост код Ђаковице
Терзијски мост се налази код села Бистражина, недалеко од Ђаковице и представља изузетно значајан пример старе мостоградње сачуване у Србији. 
Подигнут је преко реке Рибник, вероватно крајем XV века, да би свој данашњи изглед добио у XVIII веку, када је значајно преправљен средствима терзијског еснафа из Ђаковице, по чему је и добио име. Велики радови на обнови моста и враћању његовог првобитног изгледа су обављани у периоду од 1982. до 1984. године и он се данас налази под заштитом Републике Србије, као споменик културе од изузетног значаја.

## Терзијски мост
Не зна се поуздано када је мост настао, али се сматра да је подигнут крајем XV века. То мишљење је базирано на чињеници да је мост подигнут на траси старог пута, из средњег века, који је повезивао Ђаковицу са Призреном, као и на томе што се на мосту уочава да је касније дограђиван, услед промене тока реке Рибник. Мост је у XVIII веку доживео огромне преправке, које су му дале данашњи изглед. Радове је финансирао еснаф терзија из Ђаковице, што потврђује и уклесани натпис на турском језику, смештен на самом мосту.
Мост је изграђен од правилно тесаног камења тамносивих и окер нијанси. Његова дужина прелази 190 метара, првобитна ширина коловоза је била преко 3,5 метара, а мост сачињава 11 заобљених лукова, између којих су уграђене нише.